# Companhia Brasileira de Cartuchos
Companhia Brasileira de Cartuchos (CBC) ist ein brasilianischer Rüstungskonzern.

## Geschichte
Zwei italienische Immigranten gründeten 1926 eine Patronenfabrik (Fábrica Nacional de Cartuchos e Munição), die sich zu einem der weltweit größten Munitionshersteller entwickelte. Dabei konnte sich die Firma auf ein jahrzehntelanges Monopol in Brasilien stützen.
Hauptanteilseigner von CBC ist Daniel Birmann. Er hält seine Anteile über die Firma Charles Limited. Diese ist auf den Britischen Jungferninseln registriert.
In Deutschland wurde von der CBC das vor der Insolvenz stehende Munitionsfabrik Metallwerk Elisenhütte Nassau (MEN) 2007 übernommen. Zur Unternehmensgruppe gehören auch der US-amerikanische Munitionshersteller Magtech sowie bis 2024 die tschechische Sellier & Bellot. Sellier & Bellot wurde im Mai 2024 an die Colt CZ Group veräußert. Die Transaktion ging mit der Übernahme von 27,71 % der Anteile der Colt CZ Group durch CBC einher.
Produktionsstandorte in Brasilien befinden sich in Ribeirão Pires im Bundesstaat São Paulo und in Montenegro im Bundesstaat Rio Grande do Sul.
Über Magtech Europe ist die CBC an der Belgischen New Lachaussée beteiligt. Diese belgische Firma soll jedoch an die Russische LMZ Lipetsk Kostenvoranschläge gemacht haben, um Munitionsfertigungsanlagen zu liefern. Diese Kostenvoranschläge wurden zwischen 2020 und 2022 gesendet. Außerdem wurden Munitionsfertigungsanlagen nach Serbien an die Yugoimport geliefert. Die Lizenz, nach Serbien zu exportieren, wurde im Jahr 2023 entzogen, nachdem die Recherchen öffentlich wurden. Problematisch ist der Export nach Serbien, weil der serbische Staat die Russlandsanktionen nicht übernommen hatte und so ein Schlupfloch entstehen könnte, die Sanktionen zu umgehen.